# 霜野家住宅
霜野家住宅（しものけじゅうたく）は、大阪府堺市中区土塔町に所在する歴史的建築物。主屋等が国の登録有形文化財となっている。

## 概要
当家は当地の「土塔新田開拓」に携わった霜野家の分家として江戸時代後期に建築された。屋敷中央には旧主屋が配され、その南東には池や植栽とともに庭園を構成する内土蔵が接続する。他にも門長屋、二階土蔵、納屋がある。2005年 (平成17年) からは「土塔庵」の名でアートスペースとして活用され、寄席やコンサートが開催されている。

## 文化財
2010年9月10日、以下が登録有形文化財に登録された。
- 旧主屋 – 木造平屋建、入母屋造、桟瓦葺き、建築面積278平方メートル、文政8年 (1825年) 建築。周囲を下屋、西側を土間、床上部に式台風の玄関、勘定場、仏間を配置[1]。
- 二階土蔵 – 敷地北西隅に建ち、桁行4.9m、梁間4.0m、土蔵造2階建、切妻造、瓦葺き、 建築面積40平方メートル。南側に井戸屋形を附属する。外壁は漆喰塗で腰板張[2]。
- 門長屋 – 主屋土間入口の前方、二階土蔵の東面に接続。桁行5.7m、梁間2.0ｍ、木造平屋建、瓦葺き。東側に門口2.0mの門を構え、潜り付の板戸を両開に吊る。外観は漆喰塗、腰竪板張[3]。
- 納屋、土蔵

## 現地情報

### 所在地
- 大阪府堺市中区土塔町2209

### 交通アクセス
- 南海泉北線深井駅より徒歩16分

### 営業
- 寄席が毎月第2土曜日、コンサートが不定期に開催されている。

### 周辺施設
- 土塔